# Набэсима Мотонобу
Набэсима Мотонобу (яп. 鍋島 元延, 16 июля 1695 — 11 июля 1714) — японский даймё периода Эдо, 4-й правитель княжества Оги (1713—1714).

## Биография
Второй сын Набэсимы Мототакэ, 3-го даймё Оги. Мать, Харуко, дочь Дзёдзимы Иэнаги.
В 1709 году Мотонобу провёл встречу с сёгуном Токугавой Иэнобу. В январе 1713 года унаследовал княжество в связи с уходом отца в отставку.
Однако в 1714 году Набэсима Мотонобу внезапно умер в возрасте 18 лет. Ему наследовал его младший брат Набэсима Наохидэ.